# Оља
Оља је српско женско име и надимак настало из корена имена Олга која је настала од староскандинавског имена Хелга што значи здрава, сретна или света. Може се односити на:

## Име
- Оља Бећковић (рођена 1964), српска новинарка, глумица и телевизијска водитељка
- Оља Ивањицки (1931–2009), српска сликарка, вајарка и песникиња
- Оља Савичевић (рођена 1974), хрватска романописац, песник и драматург

## Надимак
- Оливера Ћирковић (рођена 1969), српска књижевница, сликарка, бивша осуђена крадљивица драгуља и бивша кошаркашица и администраторка
- Огњен Петровић (1948–2000), српски фудбалски голман